# Johann Schwarzer
Johann Schwarzer (30. srpna 1880 Javorník v Jeseníkách – 10. října 1914 Virbalis) byl moravsko-rakouský fotograf, sudetský Němec, fotograf, filmový režisér a producent, zakladatel první rakouské filmové produkční společnosti s názvem Saturn-Film. V rámci této společnosti pak od roku 1906 až do jejího nuceného zániku roku 1910 vytvořil či spoluvytvořil 52 krátkých erotických filmů. Zahynul na východním bojišti začátkem první světové války.

## Život

### Mládí
Narodil se v sudetoněmecké rodině v Jauernigu (od roku 1945 Javorník) v Jeseníkách v moravském Slezsku. V mládí se pak přestěhoval do Vídně, kde se vyučil profesi fotografa a chemika. 

### Saturn-film

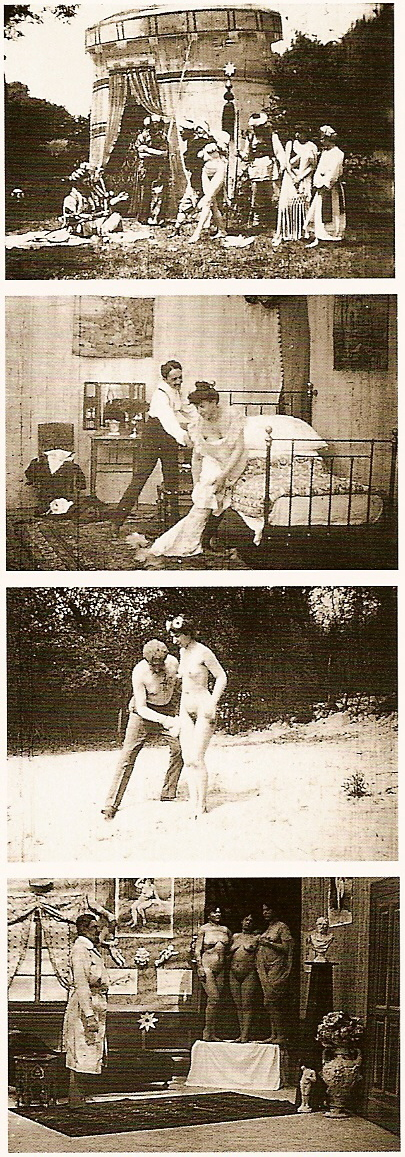
Scény z různých filmů studia Saturn-Film (asi z let 1906 až 1907)

V roce 1906 si ve Vídni otevřel vlastní fotoateliér, kde kromě běžných portrétních a rodinných fotografií fotil také akty, někdy také pro výrobu diapozitivů, které pak prodával pro kočovným pouťařům. Vzhledem k tomu, že jeho snímky spoře oděných žen byly stále velmi žádané, rozhodl se v témže roce vedle své fotografické práce produkovat také tzv. v překladu večerní pánské filmy, tehdy jeden z běžných názvů pro krátké erotické filmy. Za tímto účelem založil společnost a značku Saturn-Film, pod kterou byly jeho filmy od té doby distribuovány. Veřejnost poprvé oslovil velkým, jednostránkovým inzerátem ve filmovém časopise 3. listopadu 1906. Obchodní společnost Saturn-film, byť se Schwarzerem jakožto jejím jediným členem, se stala první nesoukromou rakouskou filmovou produkční společností.
Tématem snímků byla výhradně ženská nahota, sám Schwarzer označení svého díla za pornografii odmítal. Snímky Saturn-film soudobě zdárně konkurovaly francouzským produkcím, zejména snímkům společnosti bratrů Pathéových. 

### Zánik společnosti
V roce 1911, na základě stížností z více zemí světa, provedla rakousko-uherská policie v rámci rozsáhlé operace proti erotické produkci razii v sídle Saturn-Film. Následně pak zabavila a zničila většinu jejího katalogu, který tvořilo asi padesát filmů. 
Schwarzer se v dalších letech neúspěšně pokusil o obnovení činnosti, posléze krátce produkoval snímky bez erotického obsahu. V dalších letech pak odjel do Afriky. Začátkem roku 1914 se vrátil do Vídně, kde se oženil s Émilie Jarosh-Stehlik (patrně vídeňskou Českou).

### Úmrtí
Na začátku první světové války narukoval jako poručík v záloze v jedné z prvních odvodových vln do rakousko-uherské armády a následně byl odeslán na východní válečnou frontu. Zde 8. nebo 10. října 1914 zahynul během bitvy u Wierzbolówa (Virbalis), na území pozdější Litvy. 